# 루스벨트섬 (남극)

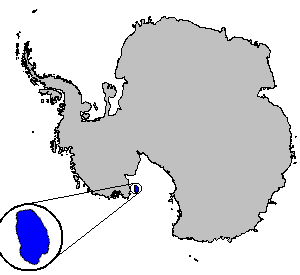
루스벨트 섬

루스벨트섬(Roosevelt Island)은 남극의 섬이다.

## 같이 보기
- 남극의 영유권 주장 목록